# Ernest Langlois
Ernest Langlois (Heippes, Mosa, Lorena, 4 de setembre de 1857 – Lilla, 15 de juliol de 1924) fou un romanista francès, editor de textos medievals.

## Vida i obra
Langlois va estudiar a l'École des Chartes de 1879 a 1883 i va acabar els estudis amb una tesi consistent en l'edició d'una cançó de gesta: Le Couronnement de Louis. Chanson de geste (Paris 1888). Després va estudiar de 1883 a 1888 a l'École française de Rome. El 1890 es va doctorar amb dues tesis (llatina i francesa, com es feia en aquella època): Origines et sources du Roman de la Rose (1891) i De Artibus rhetoricae rhythmicae sive de Artibus poeticis in Francia ante litterarum renovationem editis : quibus versificationis nostrae leges explicantur (Paris 1890). Des de 1888 fou professor a la Universitat de Lille, on fou nomenat catedràtic el 1893. Hi feu cursos de picard i való i literatura francesa medieval. Va ser degà el 1900. El 1922 va ser nomenat membre corresponent de l'Académie des inscriptions et belles-lettres.
A més de les edicions i estudis sobre Le couronnement de Louis, Adam de la Halle (Adam le Bossu) i el Roman de la Rose (estudis sobre la transmissió manuscrita i edició en cinc volums), és conegut també pel repertori de noms propis en les cançons de gesta.

## Publicacions
- (editor) Le Couronnement de Louis. Chanson de geste, París 1888, 1920, 1984
- (editor) Les registres de Nicolas IV. Recueil des bulles de ce pape, París 1886–1893
- Notices des manuscrits français et provençaux de Rome antérieurs au XVIe siècle, París 1889, 1974
- Origines et sources du Roman de la Rose, París 1891, reedicions: 1973, 2011
- (editor) Le Jeu de Robin et Marion, par Adam le Bossu, trouvère artésien du XIIIe siècle, París 1896, 1923, 1924, 1958, 2008
- (editor) Les Sources vives. Poésies, París 1896
- (editor; amb Gaston Paris) Chrestomathie du moyen âge, París 1897, 1952
- (editor) Recueil d'arts de seconde rhétorique, París 1902, 1974
- Table des noms propres de toute nature compris dans les chansons de geste imprimées, París 1904, 1974
- (editor) Impressions d'automne. Poésies, précédées d'une nouvelle édition des "Sources vives", París 1905
- (editor) Nouvelles françaises inédites du quinzième siècle, París 1908, 1975
- Les manuscrits du Roman de la Rose. Description et classement, Lille/París 1910
- (editor) Adam le Bossu, trouvère artésien du XIIIe siècle, Le jeu de la feuillée, París 1911, 1923, 1951, 2008
- (editor) Guillaume de Lorris et Jean de Meung, Le roman de la rose, 5 volums, París 1914–1924